# لیلیمانا
لیلیمانا (به اسپانیایی: Llimiana) یک منطقهٔ مسکونی در اسپانیا است که در پالارز جوسا واقع شده‌است. لیلیمانا ۴۱٫۷ کیلومتر مربع مساحت دارد.